# Ebere Orji

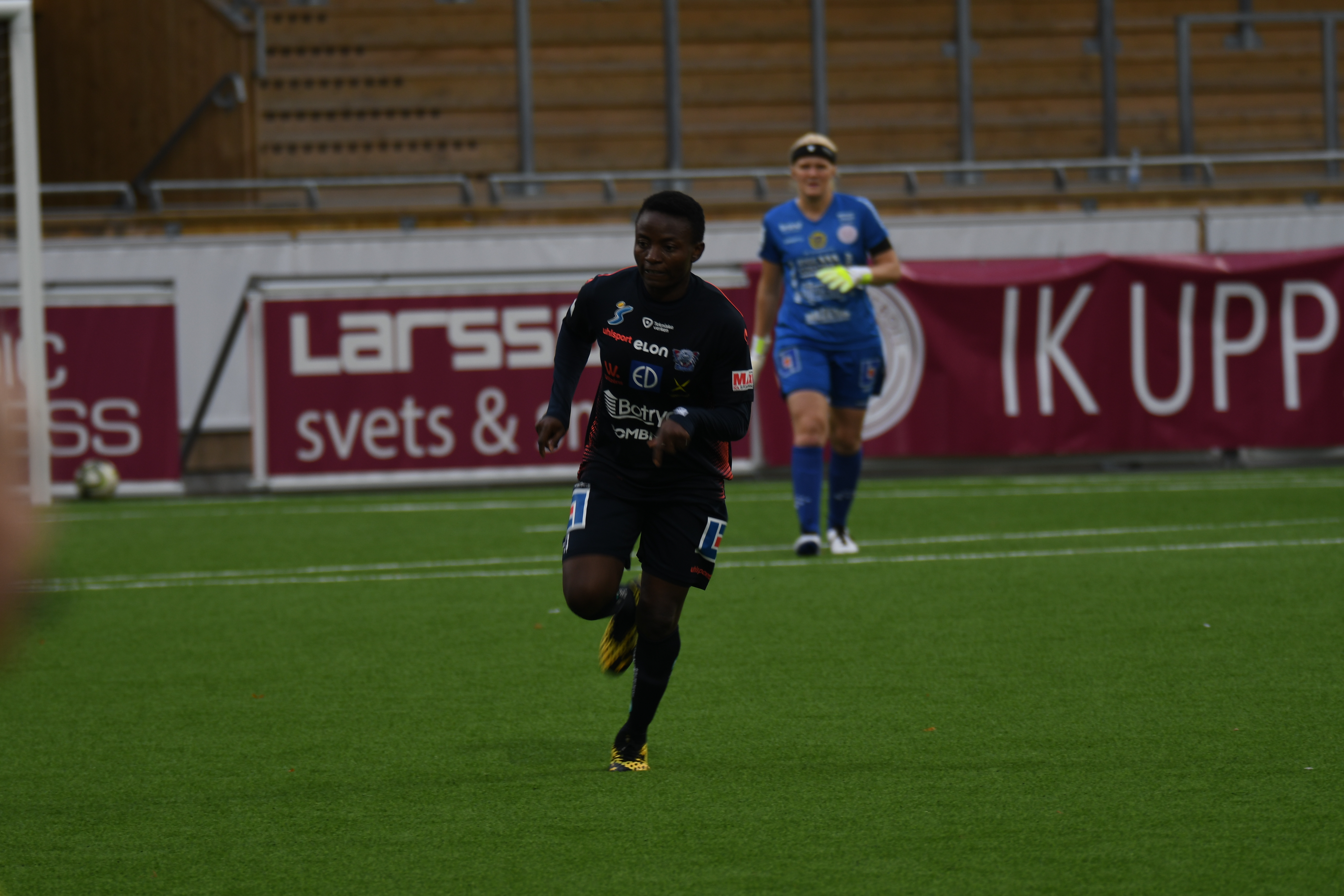
Ebere Orji (2020)

Ebere Ngozi Orji (* 23. Dezember 1992 in Enugu, Nigeria) ist eine nigerianische Fußballspielerin.

## Karriere
Orji steht seit 2007 im Profi-Kader von Rivers Angels und wurde 2010 Torschützenkönigin der Women Professional Football League.

### International
Orji nahm für ihr Heimatland Nigeria an fünf Weltmeisterschaften teil. So spielte sie bei der U-17-WM 2008 in Neuseeland, der Senioren-WM 2011 in Deutschland und der U-20-WM 2008 in Chile, 2010 in Deutschland und der U-20-WM 2012 in Japan.

## Erfolge
- Federations Cup: 2010, 2011
- Goldener Schuh: 2010
- Women Professional Football League: 2010